# Hermann Hansen
Hermann Hannes Hansen (født 31. oktober 1912 i Frederiksstad, Slesvig-Holsten, død 28. juni 1944) var en tysk håndboldspiller, som deltog i OL 1936 i Berlin.
Hansen spillede for klubben SV Polizei i Hamborg, og han blev udtaget til det tyske håndboldlandshold, som deltog i OL 1936. Det var første gang, håndbold var på programmet ved et OL, og turneringen blev spillet på græs på 11-mandshold. Oprindeligt var ti hold tilmeldt, men Danmark, Holland, Sverige og Polen meldte fra, så blot seks hold deltog. Disse blev delt op i to puljer, hvor Tyskland vandt sin pulje suverænt med en samlet målscore på 51-1 efter blandt andet en 29-1 sejr over USA. De to bedste fra hver pulje gik videre til en finalerunde, hvor alle spillede mod alle. Igen vandt Tyskland alle sine kampe, men dog i lidt tættere kampe. Således vandt de mod Østrig med 10-6. Som vinder af alle kampe vandt tyskerne sikkert guld, mens Østrig fik sølv og Schweiz bronze. Han spillede to af kampene.
Hansen spillede i alt elleve landskampe i markhåndbold og var også med ved VM 1938. Han var med i anden verdenskrig i Luftwaffe og kom efter en mission i 1944 ikke tilbage.